# Aspidimorpha pseudochlorina
Aspidimorpha pseudochlorina es un coleóptero de la familia Chrysomelidae.
Fue descrita científicamente por primera vez en 1985 por Borowiec.